# Štola pod Jelení cestou
Štola pod Jelení cestou byla přírodní památka poblíž obce Malá Morávka v okrese Bruntál. Přírodní památka, která chránila nejmasovější zimoviště netopýrů na severní Moravě, byla 15. února 2011 začleněna do národní přírodní památky Javorový vrch.
Jedná se o poměrně rozsáhlý komplex podzemních prostor bývalého rudného dolu Šimon a Juda o celkové délce okolo 600 metrů. Těžit se zde přestalo kolem roku 1870 a od roku 1986 není objekt veřejnosti přístupný; vstup je povolen pouze vědeckým pracovníkům zjišťujícím počty zimujících netopýrů. Vyskytuje se zde hojně netopýr černý a netopýr velký, též i netopýr vousatý, netopýr severní a další druhy.